# Bristol Britannia
O Bristol Type 175 Britannia foi um avião turboélice quadrimotor, de médio alcance, para o transporte de passageiros, desenvolvido e fabricado pela Bristol Aeroplane Company, do Reino Unido, após a Segunda Guerra Mundial, em 1952, com a intenção de ser utilizado para voar entre os países da Commonwealth. Durante o desenvolvimento, dois protótipos foram perdidos e os motores turboélices se provaram suscetíveis a congelamento nas tomadas de ar, o que atrasou sua entrada em serviço até as falhas serem resolvidas.
Até o final de seu desenvolvimento, aeronaves a jato "puras" desenvolvidas nos Estados Unidos, França e Reino Unido estavam já entrando em serviço, e consequentemente, somente 85 Britannias foram construídos até o final da produção no início em 1960. O Britannia é considerado um dos marcos no design de aviões comerciais turboélice e era bastante popular entre os passageiros. Ele ficou conhecido por "Gigante Sussurrante" por seu diminuto ruído exterior e voo suave, embora a cabine fosse menos tranquila.
A Canadair comprou a licença de produção do Britannia para produzi-lo no Canadá, construindo 72 unidades em duas variantes, sendo elas o Canadair CL-44, de transporte, e o Canadair CP-107 Argus, de patrulha marítima.

## Aeronaves preservadas
- Britannia 101 (G-ALRX): Fuselagem frontal preservada em Aerospace Bristol. Este foi o segundo protótipo, danificado em um acidente no Estuário do Severn;
- Britannia 308F (G-ANCF): Removido de Kemble e remontado em Liverpool no início de 2007. Sendo restaurado na antiga rampa atrás do Crowne Plaza Liverpool John Lennon Airport Hotel (na qual era o antigo terminal do Aeroporto de Speke.[4]
- Britannia 312 (G-AOVF): Exposto no Museu da RAF, em Cosford, nas cores do XM497 "Schedar", do Comando de Transporte da RAF.[5]
- Britannia 312F (G-AOVS): Fuselagem abandonada na área de treinamento contra incêndio no Aeroporto de Londres Luton em Luton, nas cores Redcoat Air Cargo, com a matricula G-AOVS "Christian".[6][7]
- Britannia 312 (G-AOVT): Exposto no Museu Imperial da Guerra de Duxford, nas cores da Monarch Airlines.[8]
- Britannia C.1 (XM496) Regulus: Exposto no Aeroporto de Cotswold, nas cores da RAF.[9]
- Britannia 307F (5Y-AYR): Cabine preservada em Burnham-on-Sea, Somerset.[7]

## Especificações (Série 310)
Dados de Britannia... Last of the Bristol Line 
Características Gerais
- Tripulantes: 4 a 7 tripulantes;
- Capacidade: 139 passageiros;[11]
- Comprimento: 37.87 m (124 ft 3 in);
- Envergadura: 43.36 m (142 ft 3 in);
- Altura: 11.43 m (37 ft 6 in);
- Área Alar: 192.8 m2 (2,075 sq ft);
- Aerofólio: NACA 25017 (raiz); NACA 4413 (ponta);[12]
- Peso Vazio: 39,190 kg (86,400 lb);[11]
- Peso Máximo de Decolagem (MTOW): 83,915 kg (185,000 lb);
- Motor: 4x turboélices Bristol Proteus 765, 4,450 shp (3,320 kW) cada;

Desempenho
- Velocidade Máxima: 639 km/h (397 mph, 345 kn);[13]
- Velocidade de Cruzeiro: 575 km/h (357 mph, 310 kn) a 6.700 m (22.000 ft);
- Alcance: 7.130 km (4.430 mi, 3.850 nmi);
- Teto de Serviço: 7,300 m (24,000 ft);[14]

Aviônica
- Radar Meteorológico: EKCO E120;[15]